# Hercostomus xanthocerus
Hercostomus xanthocerus är en tvåvingeart som beskrevs av Octave Parent 1926. Hercostomus xanthocerus ingår i släktet Hercostomus och familjen styltflugor. Inga underarter finns listade i Catalogue of Life.